# رشا شربتجي
رشا شربتجي (ولدت 1395 هـ / 1975 م) مخرجة سورية تحمل أيضًا الجنسية المصرية. تنتمي إلى عائلة فنية بارزة، فوالدها هو المخرج السوري القدير هشام شربتجي، أحد روَّاد الإخراج التلفزي في سوريا. قدَّمت رشا العديد من المسلسلات السورية والعربية، وتميَّزت بأسلوبها الإخراجي الذي يجمع بين التراجيديا والنقد الاجتماعي.

## سيرتها
وُلدت رشا شربتجي في دمشق، يوم الأحد 9 ربيع الآخر 1395هـ الموافق 20 أبريل 1975م، لأب سوري وأم مصرية. انفصل والداها عندما كانت في الرابعة من عمرها، فقضت طفولتها متنقلةً بين دمشق والقاهرة، مما جعلها تتأثر بثقافة الشعبين وتدمج بين لهجتيهما. أثار ذلك انتقادات لاذعة بعد ظهورها الإعلامي الأول، حين اتُّهمت بالتملُّق للشعب المصري.
انتقلت لاحقًا للعيش مع والدتها في مصر، مما ساعدها على إتقان اللهجة المصرية وسهَّل عملها هناك، حيث تعاونت مع الفنان يحيى الفخراني في إخراج مسلسلي شرف فتح الباب وابن الأرندلي. بدأت مسيرتها المهنية مساعدةَ مخرج في مسلسل عيلة سبع نجوم الذي أخرجه والدها المخرج السوري هشام شربتجي.
دخلت مجال الإخراج مستقلة عام 1997 وهي في الثانية والعشرين من عمرها، بعد أن تلمَذَت على يد والدها في أعمال فُكاهية (كوميدية) متعددة. وقدَّمت أول عمل إخراجي خاصٍّ بها عام 2003 بعنوان قانون ولكن.
اشتَهَرت لاحقًا بإخراج الأعمال التراجيدية التي تنتقد الأوضاع السياسية، وكان من أبرزها مسلسل الولادة من الخاصرة الذي أخرجت جزأيه الأول والثاني، وخاضت تجرِبة التمثيل فيهما.

## حياتها الخاصة
تزوَّجها عام 2007 المصوِّر السينمائي ناصر ركا، على الرغم من معارضة والدها لهذا الزواج، وانتهت عَلاقتهما بالانفصال في سبتمبر 2012. وفي فبراير 2013 ارتبطت بضابط المخابرات السورية تمَّام الصالح نجم الدين، أخي الممثلة سوزان نجم الدين، واحتفلا بزفافهما في دبي، لكنهما انفصلا في يوليو 2023. وفي مايو 2024 تزوَّجها الممثلُ الشاب إبراهيم الشيخ.

## أعمالها

### المسلسلات
- قانون ولكن.
- خمسة وخميسة.
- أشواك ناعمة.
- غزلان في غابة الذئاب.
- ولاد الليل.
- رجل الأحلام.
- شرف فتح الباب.
- يوم ممطر آخر.
- زمن العار.
- ابن الأرندلي.
- أسعد الوراق.
- تخت شرقي.
- الولادة من الخاصرة.
- بنات العيلة.
- الولادة من الخاصرة 2.
- وش رجعك.
- علاقات خاصة
- سمرا.
- شوق.
- طريق.
- ما فيي - جزأين.
- بروفا.
- حارة القبة.
- نور.
- كسر عضم (الجزء الأول).
- مربى العز.
- ولاد بديعة.
- بنات الثانوي.
- المهرِّج
- نسمات أيلول

### الأفلام
- حادثة على الطريق.

## الجوائز
- 2025:  السعودية - جائزة مخرج المسلسلات المفضلة من مهرجان «جوي أواردس» بدورته الخامسة عن إخراجها مسلسل ولاد بديعة.[5]

## وصلات خارجية
- مقابلة مع رشا شربتجي